# Arboretum
Ne doit pas être confondu avec Arboreum.

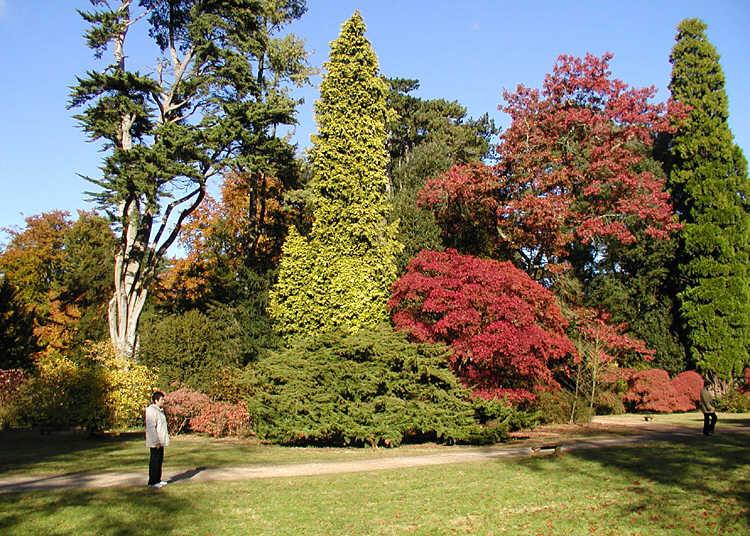
Couleurs automnales du Westonbirt Arboretum, Gloucestershire, Angleterre.

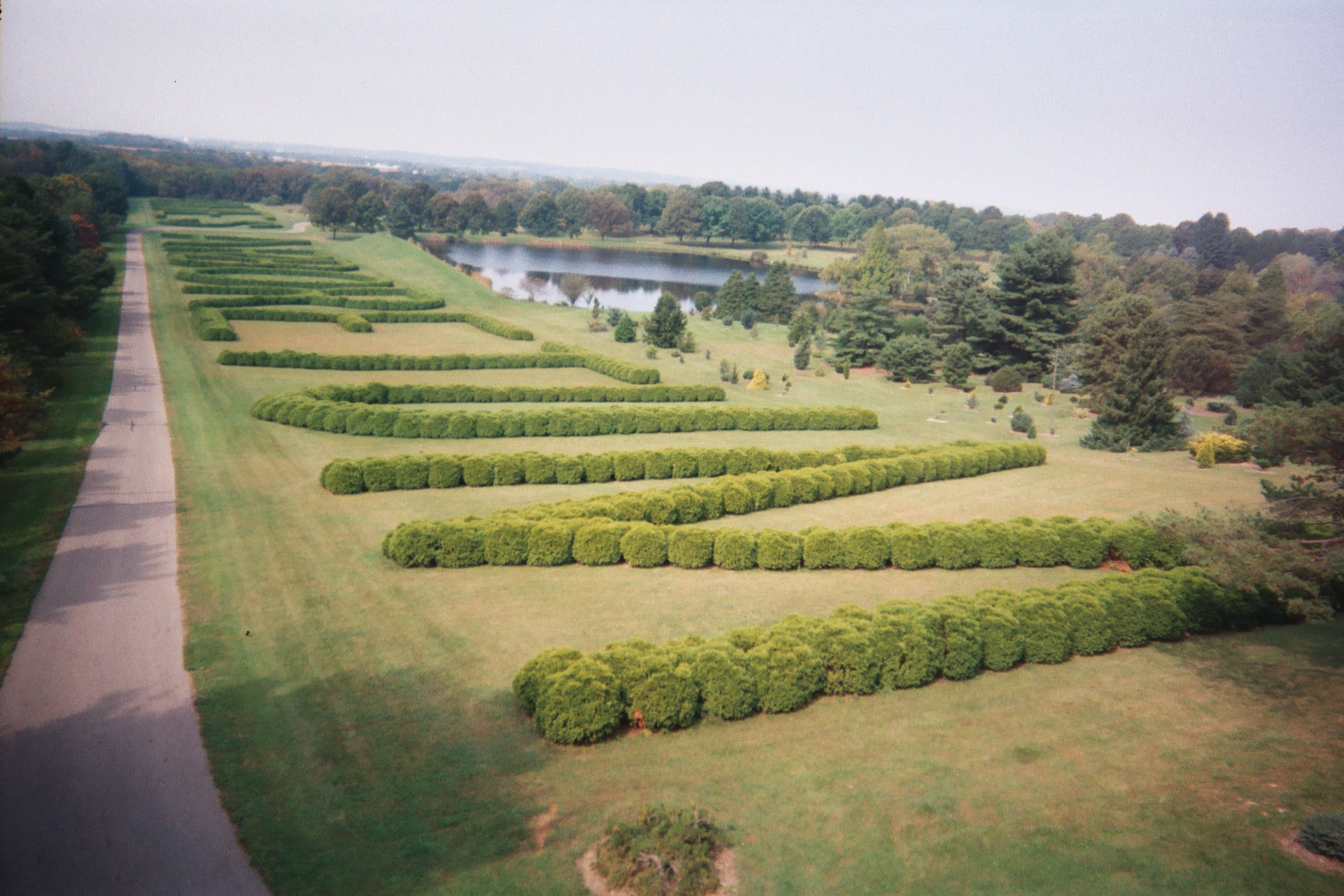
Arboretum de Dawes, près de Newark, Ohio, États-Unis.

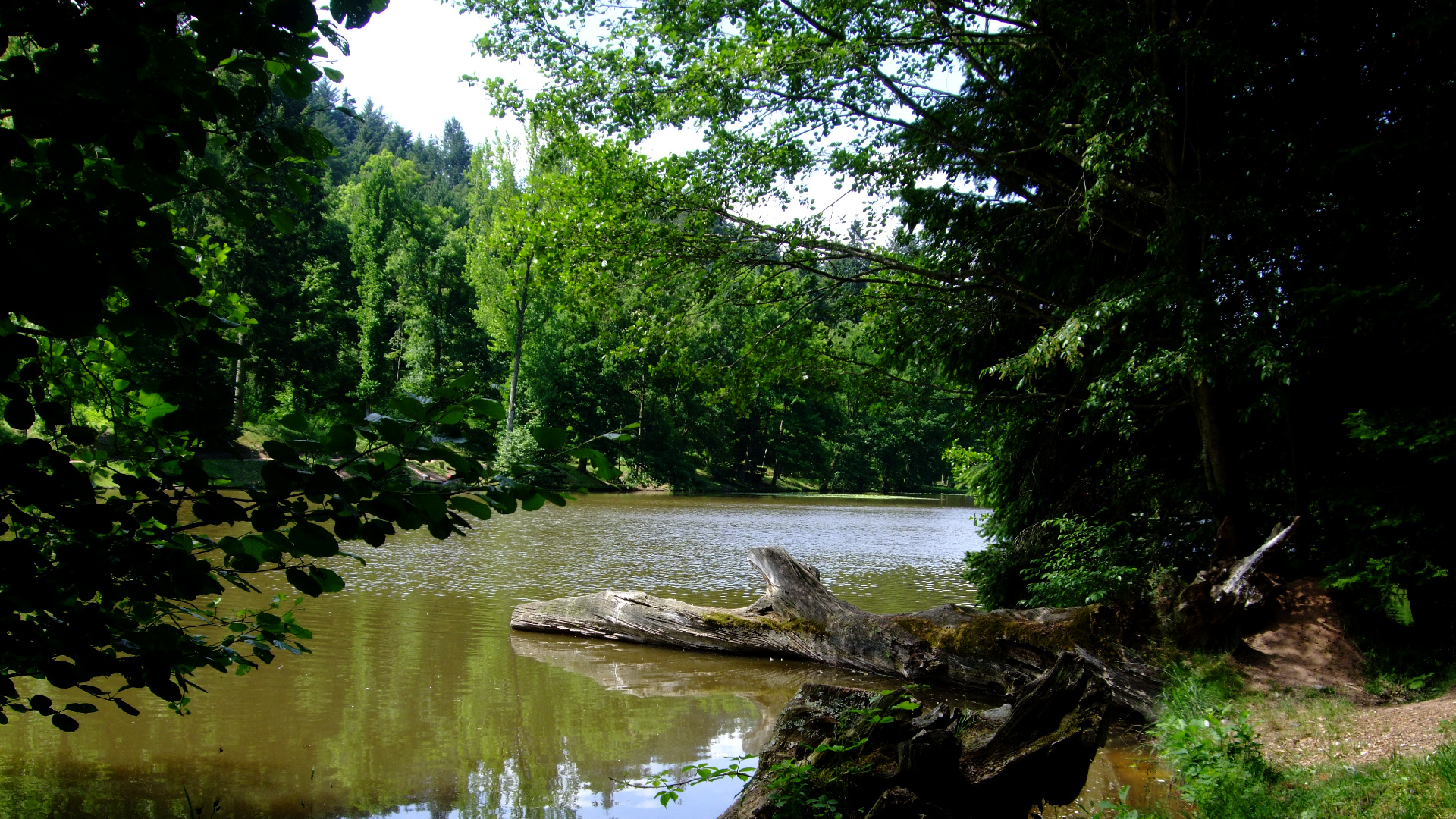
Arboretum de Pézanin,
Bourgogne, France.

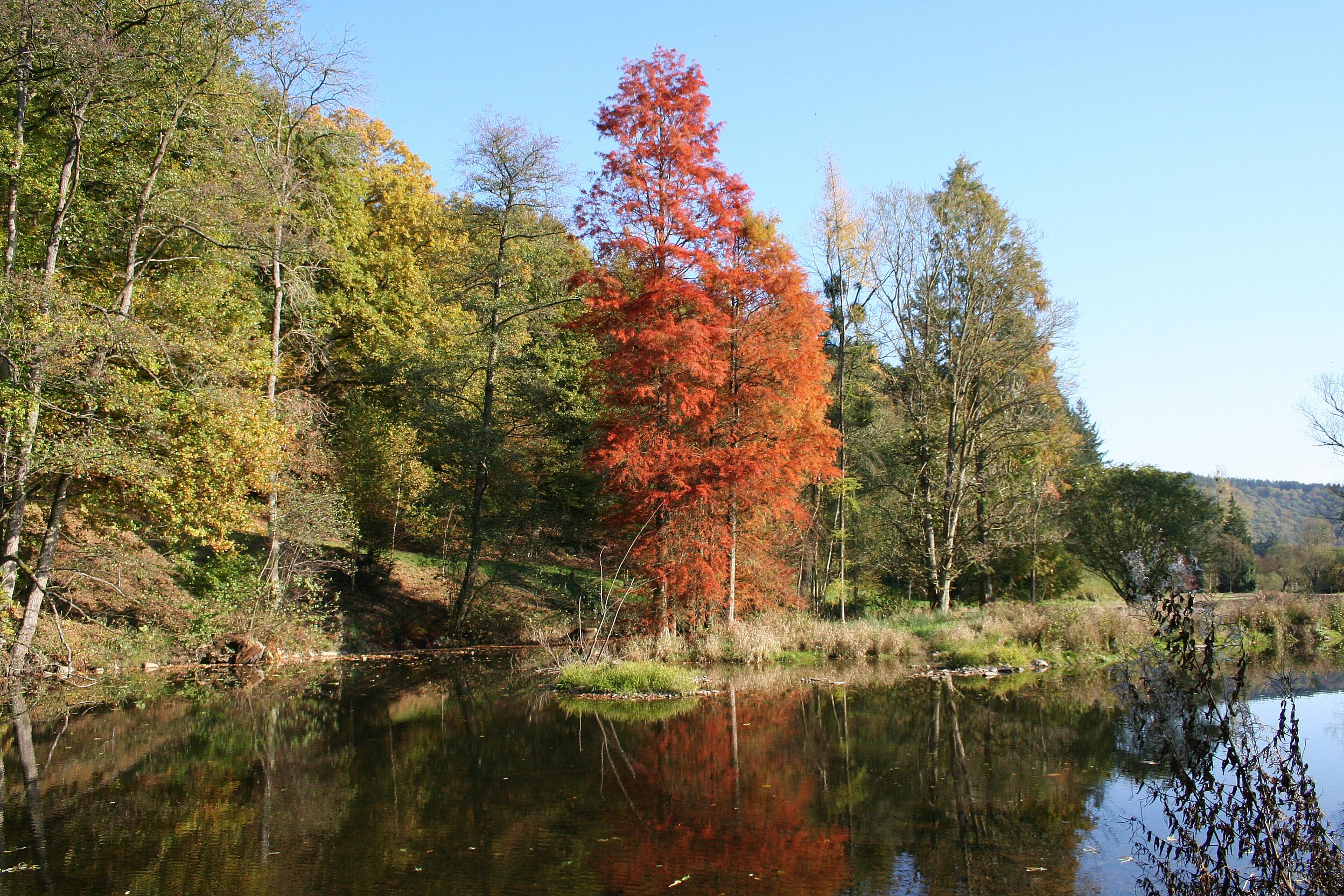
Arboretum Robert Lenoir, Rendeux, Belgique.

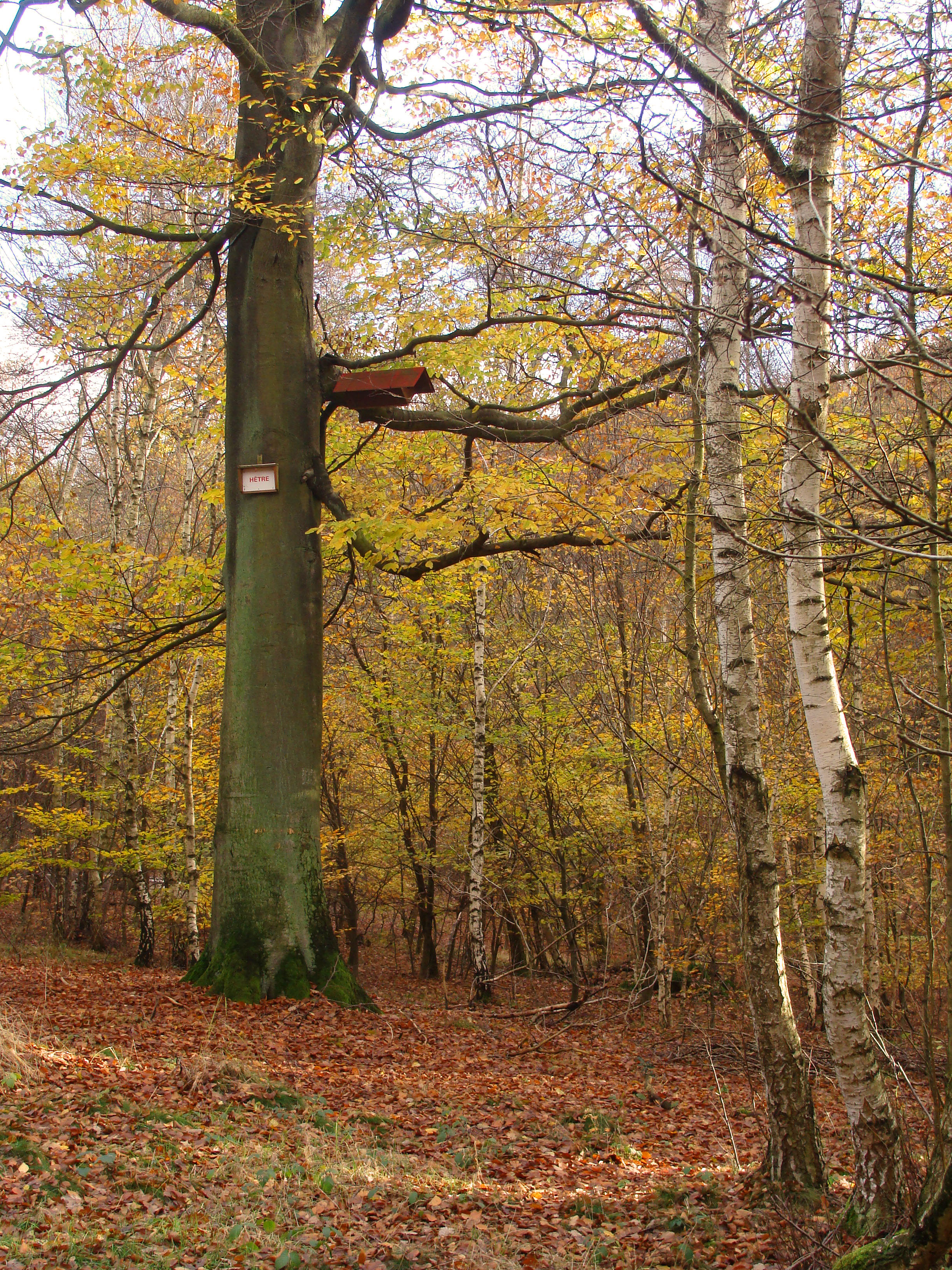
Arboretum de la forêt de Zang, L'Hôpital (Moselle), France.

Un arboretum ou arborétum (orthographe rectifiée de 1990) est un jardin botanique spécialisé, généralement conçu comme un espace paysager. Il présente de nombreuses espèces d'arbres ou d'essences ligneuses sous forme de collections le plus souvent thématiques.
Il existe des arboretums d'agrément issus d'une grosse activité passée mais qui n'ont plus de missions scientifiques.
Un jardin présentant des collections d'arbustes est appelé fruticetum et on appelle pinetum un arboretum spécialisé dans les conifères.

## Historique
Le plus ancien arboretum au monde date du XVe siècle. Il s'agit de l'arboretum de Trsteno situé dans la région de Dubrovnik en Croatie qui existait déjà en 1492.
Le premier arboretum scientifique a été créé en France, au milieu du XVIIe siècle, par un officier de la marine française, Duhamel de Monceau, qui rassembla des collections importantes d'arbres d'Europe et d'Amérique du Nord.
L'arboretum de Balaine, créé en 1804, est le plus ancien parc botanique privé en France.
Le parc botanique de la famille de Vilmorin, près de Nogent-sur-Vernisson, fut racheté en 1866 par l'État et devient en 1873 l'actuel arboretum national des Barres.
Créé en 1903, par un grand botaniste français, Joseph-Marie-Philippe Lévêque de Vilmorin (1872-1917), et racheté par l'Etat en 1935, l'Arboretum Domanial de Pézanin présente aujourd'hui l'une des collections forestières les plus riches de France.

## Rôles
Les missions d'un arboretum obéissent aux règles générales d'un jardin botanique ce qui signifie que toutes les espèces  ligneuses soient soigneusement étiquetées pour renseigner les visiteurs.

### Conservatoire
Certains arboretums ont un but de conservation et de sauvegarde d'essences menacées de disparition, le plus souvent d'origine étrangères au pays. L'ensemble des arboretums constitue un patrimoine naturel d'essences ligneuses forestières ou non.

### Recherche scientifique
La partie de la botanique qui est spécialisée dans l'étude des arbres s'appelle la dendrologie.

## Fonctionnement
Comme dans les jardins botaniques, un vrai arboretum possède une graineterie qui stocke les graines des essences ligneuses de son pays et de sa région. Il stocke également les semences récoltées dans l'arboretum (même si, en raison de la présence d'un grand nombre d'espèces sur un espace restreint, les graines récupérées donnent souvent des hybrides).
Généralement l'arboretum, lorsqu'il a une activité de multiplication, permet de préserver en multipliant les espèces ligneuses rares grâce à l'échange de semences entre les différents arboretums et jardins botaniques à travers le monde et ceci grâce à un index seminum.
Il est généralement ouvert au public et constitue donc une sorte de « musée à arbres ».
On distingue quatre catégories d'arboretums :
- l'arboretum de collections générales : c'est une collection qui rassemble un maximum d'espèces du monde entier; chaque espèce est représentée par un nombre limité d'individus, souvent un seul ; c’est une conception proche de celle du jardin botanique ;

- l'arboretum forestier : la collection d'espèces est moins étendue, mais chacune est représentée par un nombre plus important d'individus, de 25 à 100, voire plus ; l'objectif est davantage de tester et de comparer le comportement forestier de nouvelles espèces introduites dans une région donnée ; en France, l'arboretum de l'ONF de Royat dans le département du Puy-de-Dôme (63) en est un très bel exemple ;

- l'arboretum à thème : il rassemble diverses variétés d'une même espèce (pommiers, figuiers, etc.) ; l'objectif est alors de constituer un conservatoire de la diversité d'une espèce ;

- l'arboretum paysager : c'est un arboretum de collection qui prend en compte la dimension esthétique dans le choix et la répartition des plantations ; l'arboretum de Balaine dans l'Allier (03) est un exemple d'arboretum paysager.

## Arboretums importants

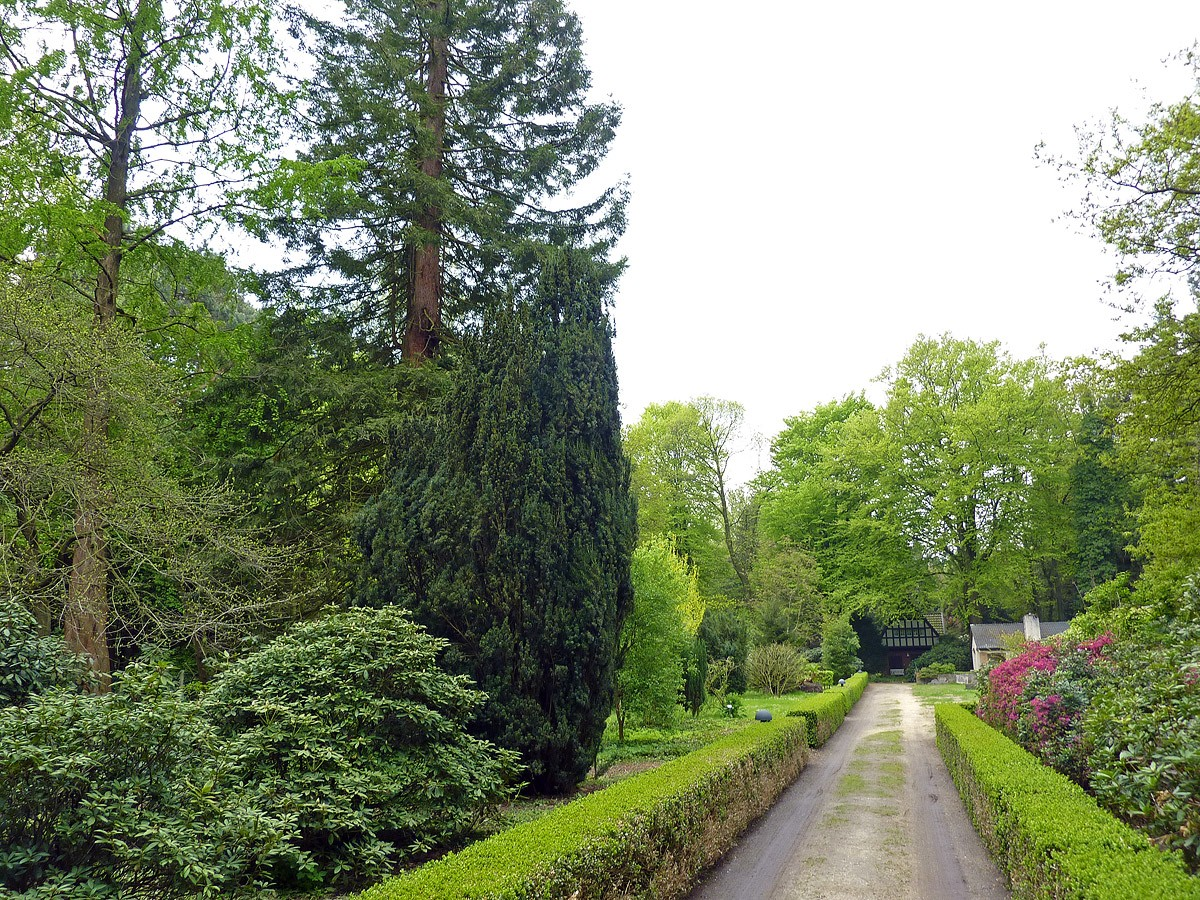
Arboretum Sequoiafarm à Kaldenkirchen (Allemagne).

- Eucalyptus delegatensis au jardin jungle en NormandieEn Europe :

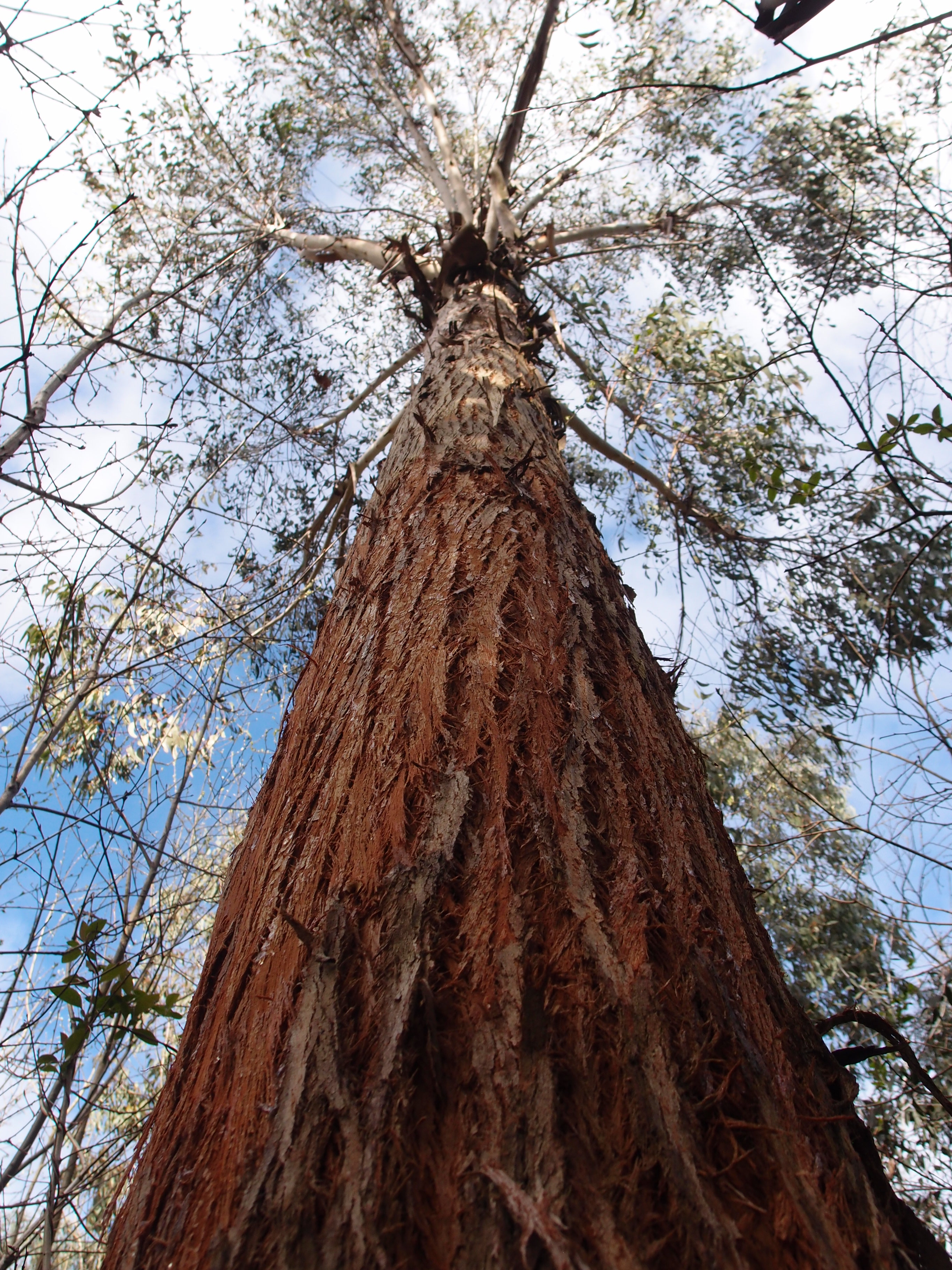
Eucalyptus delegatensis au jardin jungle en Normandie

  - l'arboretum de Versailles-Chèvreloup à Rocquencourt dans les Yvelines en France
  - l'arboretum national des Barres en France (à Nogent-sur-Vernisson) créé en 1873 - collection nationale de chênes et d'érables
  - l'arboretum de Paris à l'École Du Breuil.
  - Arboretum de l'Hort de Dieu situé sur le flanc sud du mont Aigoual dans le Gard.
  - l'arboretum de Toussaint Catros au Haillan, créé en 1797 par le pépiniériste et botaniste français Toussaint-Yves Catros
  - l'Arboretum national Westonbirt en Angleterre créé en 1828 (www)
  - l'Hortus Botanicus à Amsterdam aux Pays-Bas
  - l'arboretum de Trsteno situé dans la région de Dubrovnik en Croatie date du XVe siècle (1492), c'est le plus vieux du Monde mais il a été partiellement détruit lors de la guerre en ex-Yougoslavie
  - l'arboretum Kámoni de Szombathely en Hongrie
  - l'arboretum de la Citadelle de Namur
  - l'arboretum de Tahanfagne près de Spa (ville) en Belgique, (circa 1932)
  - l'arboretum conçu actuellement par le compositeur et chef polonais Krzysztof Penderecki à Luslawice en Pologne
  - la bambouseraie de Prafrance en France à proximité d'Anduze (Gard), collections de bambous
  - l'arboretum du Vallon de l'Aubonne à Aubonne en Suisse.
  - l'arboretum domanial de Pézanin, créé en 1903 en Bourgogne.
  - l'arboretum d'Harcourt, au château d'Harcourt en Normandie
  - L'arboretum de Matton et Clemency dans les Ardennes (08110)[1]
  - le jardin dendrologique de Průhonice en République tchèque
  - le jardin jungle karlostachys de Eu en Normandie
  - l'arboretum Atatürk situé au nord d'Istanbul en Turquie.

- Aux États-Unis :
  - le Jardin botanique de San Francisco
  - l'arboretum Arnold de l'université Harvard situé à Jamaica Plain, Boston, Massachusetts créé en 1872
  - l'U.S. National Arboretum (en) de Washington créé en 1927 (www)
  - le Washington Park Arboretum (en) de l'université de Washington à Seattle (état de Washington) (www).
  - le Holden Arboretum (en) situé à Kirtland, Ohio près de Cleveland (www)

- en Asie :
  - Zhongshan Arboretum en Chine
  - l'Arborétum Karaca (en) un arborétum privé, conçu par l'homme d'affaires écologiste Hayrettin Karaca, situé près de Yalova en Turquie.